# Pieter Neefs el Joven

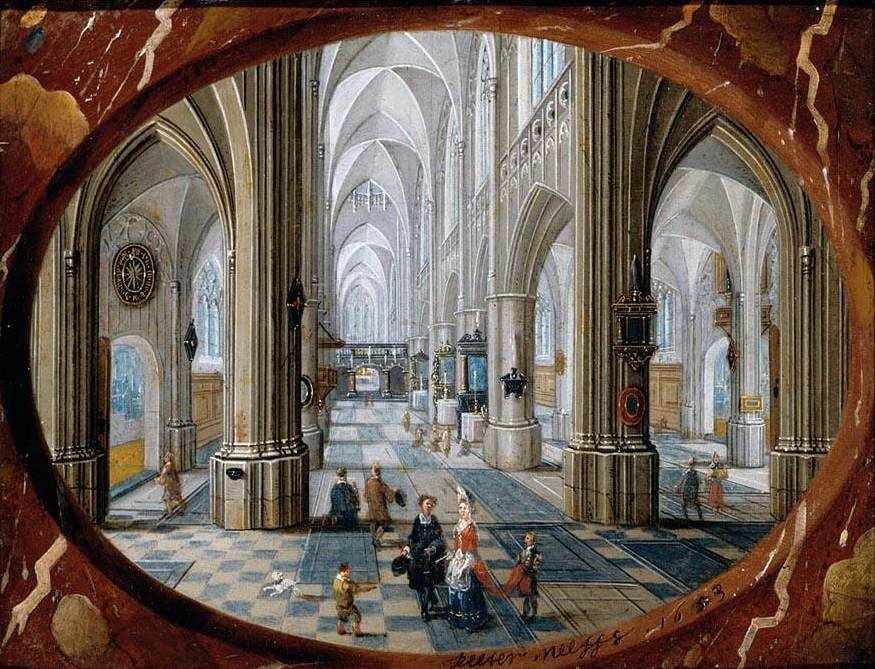
Interior de una iglesia gótica, 1657, óleo sobre cobre, 13 x 17 cm, colección privada.

Pieter Neefs el Joven, también llamado Pieter Neefs II (o Neeffs) (Amberes, 1620-después de 1675) fue un pintor barroco flamenco, especializado en la pintura de perspectivas arquitectónicas, principalmente interiores de iglesias.
Hijo de Pieter Neefs el Viejo, debió de formarse con él, con quien colaboró a partir de 1640. No hay constancia de que ingresase como maestro independiente en el gremio de San Lucas de Amberes, ciudad en la que sin embargo debió de vivir siempre, y no hay noticias posteriores a 1675, cuando firmó una de sus obras, actualmente conservada en Vaduz, Liechtenstein.
En sus pinturas sigue el estilo y los temas de su padre y de su hermano Ludovicus Neefs, razón por la que en ocasiones resulta difícil distinguir las obras de cada uno de ellos, si bien los detalles decorativos suelen ser más refinados en el hijo. Del mismo modo que su padre, Pieter Neefs el Joven colaboró con otros pintores que serán quienes pinten las figuras que animan sus composiciones, principalmente Frans Francken el Joven, con quien colaboró en el Interior de la catedral de Amberes del Museo del Prado, pero también con David Teniers el Joven, Bonaventura Peeters y otros.